# Intercontinental Le Mans Cup 2010
Navigation
Édition suivante
L'Intercontinental Le Mans Cup 2010 est la première édition de cette compétition et se déroule du 12 septembre au 7 novembre 2010 sur un total de trois manches.

## Calendrier
| Manche | Course                  | Circuit      | Date         |
| ------ | ----------------------- | ------------ | ------------ |
| 1      | 1 000 km de Silverstone | Silverstone  | 12 septembre |
| 2      | Petit Le Mans           | Road Atlanta | 2 octobre    |
| 3      | 1 000 km de Zhuhai      | Zhuhai       | 7 novembre   |

## Résultats
Les vainqueurs du classement général de chaque manche sont inscrits en caractères gras.
| Manche | Circuit      | Équipe victorieuse LMP1                      | Équipe victorieuse LMP2                            | Équipe victorieuse GT1                          | Équipe victorieuse GT2        | Résultats |
| Manche | Circuit      | Pilotes victorieux LMP1                      | Pilotes victorieux LMP2                            | Pilotes victorieux GT1                          | Pilotes victorieux GT2        | Résultats |
| ------ | ------------ | -------------------------------------------- | -------------------------------------------------- | ----------------------------------------------- | ----------------------------- | --------- |
| 1      | Silverstone  | N°1 Team Peugeot Total                       | N°35 OAK Racing                                    | N°50 Larbre Compétition                         | N°96 AF Corse                 | résultats |
| 1      | Silverstone  | Nicolas Minassian Anthony Davidson           | Guillaume Moreau Richard Hein                      | Gabriele Gardel Patrice Goueslard Fernando Rees | Gianmaria Bruni Jaime Melo    | résultats |
| 2      | Road Atlanta | N°08 Team Peugeot Total                      | N°35 OAK Racing                                    | non disputé                                     | N°62 Risi Competizione        | résultats |
| 2      | Road Atlanta | Stéphane Sarrazin Franck Montagny Pedro Lamy | Jacques Nicolet Frédéric Da Rocha Patrice Lafargue |                                                 | Gianmaria Bruni Toni Vilander | résultats |
| 3      | Zhuhai       | N°2 Team Peugeot Total                       | N°35 OAK Racing                                    | N°50 Larbre Compétition                         | N°78 BMW Team Schnitzer       | résultats |
| 3      | Zhuhai       | Stéphane Sarrazin Franck Montagny            | Jacques Nicolet Frédéric Da Rocha Patrice Lafargue | Pedro Lamy Laurent Groppi Patrick Bornhauser    | Jörg Müller Dirk Werner       | résultats |

## Classement constructeurs

### Classement LMP1
| Pos | Constructeur | Châssis             | Moteur                              | Pneus | 1  | 2  | 3  | Total |
| --- | ------------ | ------------------- | ----------------------------------- | ----- | -- | -- | -- | ----- |
| 1   | Peugeot      | Peugeot 908 HDi FAP | Peugeot HDi 5.5L Turbo V12 (Diesel) | M     | 47 | 48 | 45 | 140   |
| 2   | Audi         | Audi R15+ TDI       | Audi TDI 5.5L Turbo V10 (Diesel)    | M     | 21 | 38 | 42 | 101   |

### Classement GT2
| Pos | Constructeur | Châssis                   | Moteur              | Pneus | 1  | 2  | 3  | Total |
| --- | ------------ | ------------------------- | ------------------- | ----- | -- | -- | -- | ----- |
| 1   | Ferrari      | Ferrari F430 GTC          | Ferrari 4.0L V8     | M     | 44 | 37 | 39 | 120   |
| 2   | Porsche      | Porsche 911 GT3 RSR (997) | Porsche 4.0L Flat-6 | M     | 40 | 32 | 41 | 113   |
| 3   | BMW          | BMW M3 GT2 (E92)          | BMW 4.0L V8         | D     | 15 | 29 | 25 | 69    |
| 4   | Jaguar       | Jaguar XKR GT2            | Jaguar 5.0L V8      | Y     | 0  | 0  | 0  | 0     |

## Classement écuries

### Classement LMP1
| Pos | Équipe                | Châssis             | Moteur                               | Pneus | 1  | 2  | 3  | Total |
| --- | --------------------- | ------------------- | ------------------------------------ | ----- | -- | -- | -- | ----- |
| 1   | Team Peugeot Total    | Peugeot 908 HDi FAP | Peugeot HDi 5.5L Turbo V12 (Diesel)  | M     | 25 | 48 | 45 | 118   |
| 2   | Audi Sport Team Joest | Audi R15+ TDI       | Audi TDI 5.5L Turbo V10 (Diesel)     | M     | 21 | 38 | 42 | 101   |
| 3   | Drayson Racing        | Lola B10/60         | Judd 5.5L V10                        | M     | 15 | 17 | 0  | 32    |
| 4   | Team Oreca Matmut     | Peugeot 908 HDi FAP | Peugeot HDi 5.5 L Turbo V12 (Diesel) | M     | 22 | 0  | 0  | 22    |

### Classement LMP2
| Pos | Équipe                 | Châssis           | Moteur  | Pneus | 1  | 2  | 3  | Total |
| --- | ---------------------- | ----------------- | ------- | ----- | -- | -- | -- | ----- |
| 1   | Oak Racing             | Pescarolo 01 LMP2 | Judd V8 | D     | 37 | 20 | 26 | 83    |
| 2   | Mik Corse (Racing Box) | Lola B09/80       | Judd V8 | M     | 34 | 0  | 0  | 34    |

### Classement GT1
| Pos | Équipe             | Châssis     | Moteur       | Pneus | 1  | 2 | 3  | Total |
| --- | ------------------ | ----------- | ------------ | ----- | -- | - | -- | ----- |
| 1   | Larbre Compétition | Saleen S7-R | Ford 7.0L V8 | M     | 26 | 0 | 25 | 51    |
| 2   | Atlas FX-Team FS   | Saleen S7-R | Ford 7.0L V8 | M     | 0  | 0 | 0  | 0     |

### Classement GT2
| Pos | Équipe                     | Châssis                        | Moteur               | Pneus | 1  | 2  | 3  | Total |
| --- | -------------------------- | ------------------------------ | -------------------- | ----- | -- | -- | -- | ----- |
| 1   | Team Felbermayr-Proton     | Porsche 911 GT3 RSR (997)      | Porsche 4.0L Flat-6  | M     | 31 | 0  | 41 | 72    |
| 2   | AF Corse                   | Ferrari F430 GTC               | Ferrari 4.0L V8      | M     | 36 | 0  | 21 | 57    |
| 3   | CRS Racing                 | Ferrari F430 GTC               | Ferrari 4.0L V8      | M     | 29 | 0  | 18 | 47    |
| 4   | BMW Team Schnitzer         | BMW M3 GT2 (E92)               | BMW 4.0L V8          | D     | 15 | 0  | 25 | 40    |
| 5   | Risi Competizione          | Ferrari F430 GTC               | Ferrari 4.0L V8      | M     | 0  | 37 | 0  | 37    |
| 6   | Flying Lizard Motorsports  | Porsche 911 GT3 RSR (997)      | Porsche 4.0L Flat-6  | M     | 0  | 32 | 0  | 32    |
| 7   | BMW Rahal Letterman Racing | BMW M3 GT2 (E92)               | BMW 4.0L V8          | D     | 0  | 29 | 0  | 29    |
| 8   | Gulf Team First            | Lamborghini Gallardo LP560 GT2 | Lamborghini 6.5L V12 | D     | 12 | 0  | 17 | 29    |
| 9   | Prospeed Competition       | Porsche 911 GT3 RSR (997)      | Porsche 4.0L Flat-6  | M     | 22 | 0  | 0  | 22    |
| 10  | Jaguar RSR                 | Jaguar XKR GT2                 | Jaguar 5.0L V8       | Y     | 0  | 0  | 0  | 0     |